# 福原佳哉

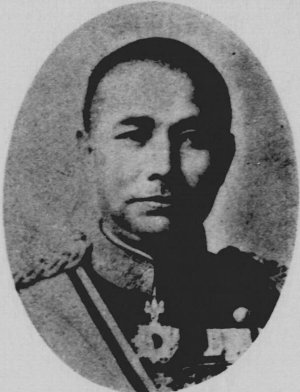
福原佳哉

福原 佳哉（ふくはら / ふくばら よしや、明治7年（1874年）2月24日 - 昭和27年（1952年）2月23日）は、日本陸軍の軍人。最終階級は陸軍中将。

## 経歴
山口県出身。伊藤波門の二男として生れ、福原和勝陸軍大佐の養嗣子となる。陸軍幼年学校を経て、1894年（明治27年）7月、陸軍士官学校（5期）を卒業。同年9月、歩兵少尉に任官し歩兵第1連隊付となる。1903年（明治36年）11月、陸軍大学校（17期）を優等で卒業し歩兵第48連隊中隊長に就任。
1904年（明治37年）10月、大本営参謀となる。1905年（明治38年）4月、歩兵少佐に昇進し第3師団参謀に就任。1906年（明治39年）7月、参謀本部員となり、1907年（明治40年）7月、フランス駐在となる。参謀本部付を経て、1908年（明治41年）12月、フランス大使館付武官補佐官に発令。1909年（明治42年）12月、歩兵中佐に進級。参謀本部員、フランス大使館付武官を経て、1913年（大正2年）8月、歩兵大佐に進級。
1916年（大正5年）5月、歩兵第57連隊長に就任。1918年（大正7年）7月、陸軍少将に進級し歩兵第19旅団長に着任。第6師団司令部付を経て、1921年（大正10年）3月、関東軍参謀長となる。1923年（大正12年）8月、陸軍中将に進み東京湾要塞司令官となった。1924年（大正13年）2月、第10師団長に親補された。1926年（大正15年）3月に待命、予備役編入となった。
1947年（昭和22年）11月28日、公職追放仮指定を受けた。

## 栄典
位階
- 1894年（明治27年）10月26日 - 正八位[2]
- 1925年（大正14年）12月1日 - 正四位[3]

勲章
- 1925年（大正14年）6月30日 - 勲一等瑞宝章[4]

## 親族
- 妻 福原ミチ 岡市之助陸軍中将の娘。